# Regionalliga Sud (1963-1974)
Ne doit pas être confondu avec la Regionalliga Süd qui fut une ligue de niveau 3 entre 1994 et 2008 et la Regionalliga Süd qui est une ligue de niveau 4 depuis la saison 2008-2009.
La Regionalliga Sud (en Allemand: Regionalliga Süd) fut une des cinq séries qui composèrent la première version de la "Regionalliga", c'est-à-dire le 2e niveau du football allemand, de 1963 à 1974.

## Histoire
Lors de la création de la Bundesliga, en 1963, la "Regionaliga Sud" remplaça l'Oberliga Süd qui avait été instaurée en 1947.
Hiérarchiquement, du début de la saison 1963-1964 à la fin de celle de 1973-1974, elle fut située entre la Bundesliga et les plus hautes séries de chaque subdivision régionale.
À la fin de la saison 1973-1974, la DFB instaura la 2. Bundesliga. À ce moment, les cinq séries de la Regionnaliga disparurent.
Le terme "Regionalliga" ne refit son apparition qu'à partir de la saison 1994-1995 (voir article détaillé : les Regionalligen). Il s'appliqua alors au 3e niveau du football allemand.

## Composition de le Regionalliga Sud (1963-1974)
Cette série regroupa les clubs localisés dans les Länders de Bade-Wurtemberg, Bavière et Hesse.

## Formule de la compétition
Entre 1963 et 1974, les séries de la Regionaliga n'eurent aucun montant direct. Les deux promus annuels (pour l'ensemble des cinq séries) furent désignés après un "Tour final pour la montée en Bundesliga".
Dès de son instauration au niveau 2 en "1963-1964", la Regionalliga Sud qualifia ses deux premiers classés pour le tour final.
Les clubs relégués descendirent dans la plus haute série de leur région.

## Fondateurs de la "Regionalliga Sud"
Ci-dessous, les 20 clubs qui fondèrent la Regionalliga "Sud" en vue de la saison 1963-1964. Neuf d'entre eux furent des promus de la "2. Oberliga Süd" (les onze premières équipes sont listées dans l'ordre de leur classement final en Oberliga Süd):
- FC Bayern München
- Offenbacher FC Kickers
- TSG Ulm 1846
- SpVgg Fürth
- KSV Hessen Kassel
- 1. FC Schweinfurt 05
- VfR Mannheim
- FC Bayern Hof
- SSV Reutlingen 05
- TSV Schwaben Augsburg
- BC Augsburg
- FSV Frankfurt (promu)
- ESV Ingolstadt-Ringsee (promu)
- SV Waldhof Mannheim (promu)
- 1. FC Pforzheim (promu)
- Freiburger FC (promu)
- SV Stuttgarter Kickers (promu)
- Spvgg Amiticia Vierheim (promu)
- SpVgg 03 Neu-Isenburg (promu)
- SC Borussia 04 Fulda (promu)

## Palmarès
- Les cases vertes et les lettres grasses indiquent les clubs qui montèrent en Bundesliga à la suite du tour final.

| Année | Champion               | Vice-champion          |
| ----- | ---------------------- | ---------------------- |
| 1964  | KSV Hessen Kassel      | FC Bayern München      |
| 1965  | FC Bayern München      | SSV Reutlingen 05      |
| 1966  | 1. FC Schweinfurt 05   | Offenbacher FC Kickers |
| 1967  | Offenbacher FC Kickers | FC Bayern Hof          |
| 1968  | FC Bayern Hof          | Offenbacher FC Kickers |
| 1969  | Karlsruher SC          | Freiburger FC          |
| 1970  | Offenbacher FC Kickers | Karlsruher SC          |
| 1971  | 1. FC Nürnberg         | Karlsruher SC          |
| 1972  | Offenbacher FC Kickers | FC Bayern Hof          |
| 1973  | SV Darmstadt 98        | Karlsruher SC          |
| 1974  | FC Augsburg            | 1. FC Nürnberg         |

## Classements dans la "Regionalliga Sud" (1963-1974)
| Symboles      | Significations |
| ------------- | --- |
| 1             | Champion, et qualifié pour le tour final |
| 2             | Vice-champion et qualifié pour le tour final |
| 1             | Champion puis promu en Bundesliga pour la saison suivante via le tour final.                                                                                |
| 2             | Vice-champion puis promu en Bundesliga pour la saison suivante via le tour final.                                                                           |
| xx            | Relégué au niveau inférieur pour la saison suivante |
| en diminution | Relégué depuis la Bundesliga à la fin de cette saison |
| xx            | Retenu pour participer à la 2. Bundesliga à partir de la saison suivante, en plus du champion et vice-champion (si ceux-ci ne montèrent pas en Bundesliga ) |

- Note:Au terme de la saison 1973-1974, les différentes équipes qui ne furent ni promues en Bundesliga, ni retenues pour la 2. Bundesliga retournèrent dans leur Verbandsliga respective. La région Sud-Ouest couverte par l’ancienne Regionalliga n’eut pas de 3e niveau unifié avant la saison 1978-1979.

| Clubs                        | 1963/64 | 1964/65 | 1965/66 | 1966/67 | 1967/68       | 1968/69       | 1969/70       | 1970/71       | 1971/72 | 1972/73 | 1973/74 |
| ---------------------------- | ------- | ------- | ------- | ------- | ------------- | ------------- | ------------- | ------------- | ------- | ------- | ------- |
| FC Bayern München            | 2       | 1       |         |         |               |               |               |               |         |         |         |
| Offenbacher FC Kickers       | 3       | 3       | 2       | 1       | 2             | en diminution | 1             | en diminution |         |         |         |
| Karlsruher SC                |         |         |         |         | en diminution | 1             | 2             | 2             | 5       | 2       | 8       |
| 1. FC Nürnberg               |         |         |         |         |               | en diminution | 3             | 1             | 9       | 5       | 2       |
| TSV 1860 München             |         |         |         |         |               |               | en diminution | 4             | 3       | 3       | 3       |
| FC Bayern Hof 1910           | 13      | 9       | 9       | 2       | 1             | 3             | 4             | 13            | 2       | 12      | 9       |
| KSV Hessen Kassel            | 1       | 5       | 6       | 8       | 8             | 10            | 7             | 3             | 4       | 10      | 16      |
| 1. FC Schweinfurt 05         | 7       | 15      | 1       | 10      | 5             | 6             | 5             | 6             | 12      | 14      | 15      |
| Freiburger FC                | 10      | 10      | 15      | 7       | 9             | 2             | 6             | 9             | 6       | 15      | 17      |
| SpVgg Fürth                  | 9       | 8       | 4       | 3       | 7             | 7             | 8             | 7             | 14      | 9       | 10      |
| SV Stuttgarter Kickers       | 14      | 7       | 5       | 4       | 4             | 4             | 12            | 10            | 11      | 8       | 6       |
| SSV Reutlingen 05            | 5       | 2       | 8       | 6       | 3             | 9             | 11            | 15            | 10      | 17      |         |
| SV Darmstadt 98              |         | 14      | 13      | 14      | 14            | 8             | 18            |               | 7       | 1       | 4       |
| VfR Mannheim                 | 6       | 6       | 12      | 5       | 6             | 14            | 15            | 16            |         |         | 13      |
| SV Waldhof Mannheim          | 11      | 4       | 3       | 11      | 12            | 11            | 20            |               |         | 7       | 7       |
| ESV Ingolstadt-Ringsee       | 12      | 12      | 16      |         |               | 12            | 16            | 11            | 19      |         |         |
| SC Opel 06 Rüsselsheim       |         |         | 10      | 12      | 11            | 15            | 13            | 14            | 17      |         |         |
| SSV Jahn Regensburg          |         |         |         |         | 15            | 5             | 10            | 5             | 16      | 11      | 18      |
| FSV Frankfurt                | 16      | 10      | 14      | 13      | 16            |               | 19            |               |         |         | 11      |
| TSV Schwaben Augsburg 1      | 4       | 16      | 11      | 9       | 13            | 17            |               |               |         |         |         |
| FC 08 Villingen              |         |         |         | 15      | 10            | 13            | 9             | 12            | 18      |         |         |
| VfR Heilbronn                |         |         |         |         |               |               | 14            | 8             | 8       | 6       | 12      |
| 1. FC Pforzheim              | 15      | 13      | 7       | 18      |               |               |               |               |         |         |         |
| SpVgg Bayreuth               |         |         |         |         |               |               | 17            |               | 13      | 4       | 5       |
| FC Wacker München            |         | 17      |         |         |               |               |               | 18            |         | 18      |         |
| BC Augsburg                  | 19      |         |         | 16      |               |               |               |               |         |         | 1       |
| TSG 1846 Ulm                 | 8       | 18      |         |         |               |               |               |               |         |         |         |
| SpVgg 07 Ludwigsburg         |         |         |         |         |               |               |               |               | 15      | 16      |         |
| VfR 1910 Bürstadt            |         |         |         |         |               |               |               |               |         | 13      | 14      |
| SpVgg 03 Neu-Isenburg        | 17      |         |         |         |               |               |               |               |         |         |         |
| SC Borussia 04 Fulda         | 18      |         |         |         |               |               |               |               |         |         |         |
| Spvgg Amiticia Vierheim      | 20      |         |         |         |               |               |               |               |         |         |         |
| FC Emmendingen 03            |         | 19      |         |         |               |               |               |               |         |         |         |
| SpVgg Weiden                 |         |         | 17      |         |               |               |               |               |         |         |         |
| VfR Pforzheim                |         |         | 18      |         |               |               |               |               |         |         |         |
| SG Germania Wiesbaden        |         |         |         | 17      |               |               |               |               |         |         |         |
| SV Wiesbaden 1899            |         |         |         |         | 18            |               |               |               |         |         |         |
| TSG Backnang 1919            |         |         |         |         | 17            |               |               |               |         |         |         |
| Rot-Weiss Frankfurt          |         |         |         |         | 18            |               |               |               |         |         |         |
| VfL Neckarau                 |         |         |         |         | 16            |               |               |               |         |         |         |
| SV Göppingen                 |         |         |         |         |               |               |               | 17            |         |         |         |
| SV Viktoria 01 Aschaffenburg |         |         |         |         |               |               |               | 18            |         |         |         |

- 1 À la fin de la saison 1968-1969, le TSV Swchaben Augsburg et le BC Augsburg fusionnèrent pour former le FC Augsburg.